# Kamasanepalli, Bagepalli
Kamasanepalli là một làng thuộc tehsil Bagepalli, huyện Chikkaballapur, bang Karnataka, Ấn Độ.